# Pałac Gubernatora (Asmara)

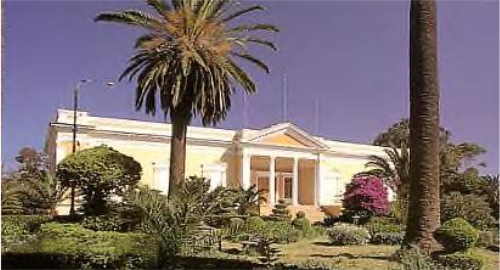
Pałac w otoczeniu parku

Pałac Gubernatora (obecnie Pałac Prezydencki) – był siedzibą gubernatora kolonii erytrejskiej  w Asmarze. Położony w parku ograniczonym przez ulice via del Forte, via della Regina i viale Mussolini. Wzniesiony w 1897, kiedy to stolica kolonii została przeniesiona z Massawy do Asmary przez gubernatora Ferndinanda Martini. 
Wnętrza są wykończone z wykorzystaniem marmuru pochodzącego z Włoch i Francji. Główny jest ozdobiony w stylu renesansowym. Drzwi wykonane są z drzewa brazylijskiego. 
Przekształcony w etiopskie Muzeum Narodowe w latach 1947–1993, wraz z odzyskaniem niepodległości przez Erytreę w 1993 został pałacem prezydenckim.